# Chính quyền địa phương ở Wales
Để thành lập các chính quyền địa phương, Wales kể từ ngày 01 tháng 4 năm 1996 được chia thành 22  'Khu vực chính'  (principal areas) chính quyền đơn nhất  Hội đồng được bầu của các khu vực này chịu trách nhiệm cho việc cung cấp tất cả các dịch vụ chính phủ địa phương, bao gồm giáo dục, công tác xã hội, bảo vệ môi trường, và hầu hết các tuyến đường cao tốc. Dưới những khu vực chính cũng có (trong hầu hết, nhưng không phải tất cả) Hội đồng cộng đồng được bầu mà trách nhiệm về các khía cạnh cụ thể của việc áp dụng các chính sách địa phương có thể được phân cấp.
Các khu vực chính được gọi bằng những từ khác nhau như county, county borough, city or city and county, mặc dù đây là một sự phân biệt không luôn luôn được tôn trọng trong phương tiện truyền thông, bao gồm cả đài BTCN , đề cập đến tất cả 22 khu vực chỉ đơn giản là hạt.
Nữ hoàng chỉ định một chỉ định một Lord Lieutenant để đại diện cho mình trong một trong tám hạt bảo quản ở Wales, mà là sự kết hợp của các khu vực chính cho mục đích nghi lễ.
Phân cấp ở Wales được tạo ra cho mục đích như cung cấp cảnh sát và các dịch vụ khẩn cấp và tổ chức của Dịch vụ Y tế Quốc gia được tạo thành từ sự kết hợp các khu vực chính. Lực lượng Cảnh sát Dyfed-Powys, ví dụ, hoạt động trong khu vực bao gồm các khu vực chính của Powys, Pembrokeshire, Ceredigion và Carmarthenshire - 3 hạt cuối lập thành hạt bảo quản Dyfed.

## City
Tổng cộng có 6 City ở Wales: ngoài 3 khu vực chính có danh hiệu City (Cardiff, Swansea và Newport), cộng đồng của Bangor, St Davids và St Asaph cũng có danh hiệu này. Địa vị City được ban cho qua văn kiện hoàng gia Anh.
- Bangor không biết rõ
- Cardiff 1905
- Swansea 1969
- St David's and the Cathedral Close 1994
- Newport 2002
- St Asaph 2012

## Principal Area
Cơ cấu quản lý hiện nay ở Wales có hiệu lực từ ngày 01 tháng 4 năm 1996 và chia Wales thành 22 khu vực chính, đó là những huyện hành chính, chịu trách nhiệm cho tất cả các công việc hành chính của địa phương. Không có quản lý trung gian trên họ, vì vậy nó có thể so sánh với chính quyền đơn nhất ở Anh. Mặc dù 22 khu vực đều có tình trạng hành chính tương tự, tuy nhiên, do lịch sử và diện tích của nó, chúng có tên gọi khác nhau, vì vậy 9 khu vực có tên là County (hạt), 10 có danh hiệu County Borough (hạt thành phố), 1 có danh hiệu city (thành phố) và 2 danh hiệu City và County.
Wales từ năm 1998 có một quốc hội với quyền hạn hạn chế, Quốc hội xứ Wales (National Assembly for Wales).
Trường hợp tên tiếng Anh khác với tiếng wales, tên tiếng wales được ghi thêm trong danh sách sau đây:
| Principal Area      | Tên tiếng wales          | Diện tích (km²) | Dân số  | Mật độ |
| ------------------- | ------------------------ | --------------- | ------- | ------ |
| Blaenau Gwent 3     |                          | 109             | 69.822  | 643    |
| Bridgend 3          | Pen-y-bont ar Ogwr       | 251             | 139.740 | 557    |
| Caerphilly 3        | Caerffili                | 277             | 179.022 | 646    |
| Cardiff 2           | Caerdydd                 | 140             | 348.493 | 2.489  |
| Carmarthenshire     | Sir Gaerfyrddin          | 2.371           | 184.317 | 78     |
| Ceredigion          |                          | 1.785           | 76.046  | 43     |
| Conwy               |                          | 1.126           | 115.515 | 103    |
| Denbighshire        | Sir Ddinbych             | 837             | 94.066  | 112    |
| Flintshire          | Sir y Fflint             | 438             | 152.743 | 349    |
| Gwynedd             |                          | 2.535           | 122.142 | 48     |
| Isle of Anglesey    | Ynys Môn                 | 711             | 70.049  | 99     |
| Merthyr Tydfil 3    | Merthyr Tudful           | 111             | 58.898  | 532    |
| Monmouthshire       | Sir Fynwy                | 849             | 91.659  | 108    |
| Neath Port Talbot 3 | Castell-nedd Port Talbot | 441             | 140.108 | 317    |
| Newport 1           | Casnewydd                | 190             | 146.106 | 767    |
| Pembrokeshire       | Sir Benfro               | 1.619           | 123.035 | 76     |
| Powys               |                          | 5.181           | 132.952 | 26     |
| Rhondda Cynon Taf 3 |                          | 424             | 235.599 | 555    |
| Swansea 2           | Abertawe                 | 378             | 239.633 | 634    |
| Torfaen 3           |                          | 126             | 91.372  | 727    |
| Vale of Glamorgan 3 | Bro Morgannwg            | 331             | 126.831 | 383    |
| Wrexham 3           | Wrecsam                  | 504             | 135.919 | 270    |

Phân cấp hành chính Wales: 22 Principal Areas

Với mục đích nghi lễ, Wales ngoài ra còn được chia ra làm 8 hat bảo quản (Preserved County), hầu như tương ứng với 8 hạt, tồn tại ở Wales giữa năm 1974 và 1996n. Mỗi Principal Area đều được kết hợp với một Preserved County.

## Cộng đồng
Ở cấp thấp nhất trong phân khu hành chính ở xứ Wales là cộng đồng (community) tương tự như Xã (Anh), một bộ phận của hạt (principal area). Chúng có thể có Hội đồng cộng đồng được bầu, mà thực hiện một số vai trò: như cung cấp nhu cầu công cộng địa phương, và đại diện cho cộng đồng của họ với các cơ quan chính quyền địa phương lớn hơn. Hội đồng cộng đồng tương đương với Hội đồng xã của Anh. Một hội đồng cộng đồng có thể gọi cho mình một "hội đồng thành phố" (town council) nếu nó muốn. Các hội đồng của ba cộng đồng với Địa vị City - Bangor, St Asaph và St David's and the Cathedral Close - được gọi là "Hội đồng city". Cộng đồng nào quá nhỏ để có một hội đồng có thể có, thay vào đó, một cuộc họp cộng đồng: một ví dụ của dân chủ trực tiếp.